# Oscar Moore with Leroy Vinegar
Oscar Moore with Leroy Vinegar – album amerykańskiego gitarzysty jazzowego Oscara Moore'a 
i kontrabasisty Leroya Vinnegara nagrany 12 i 14 grudnia 1956 w Audio Arts Studio w Hollywood. 
Była to sesja dla wytwórni Riverside. Utwory rejestrowane były na dwuśladowym magnetofonie. Moore dogrywał potem partie drugiej gitary. Z nieustalonych dotychczas przyczyn jakość powstałych nagrań była tak niska, że nie pozwalała na ich publikację. Jedynie dwa utwory z tej sesji znalazły się na albumie Have You Met Inez Jones? a "Angel Eyes" ukazało się na składance Omega Stereophonic z 1959 Bedside Companion For Playboys. Pozostałe nagrania mogły się ukazać dopiero po poddaniu ich cyfrowej obróbce. Wydała je firma OmegaTape (ST-7012). Nośnikiem była taśma magnetofonowa.
Na CD ukazały się w 2011 nakładem firmy pod nazwą Five Star Recordings. Napisy na okładce informują: "Five Star Recordings Presenting Oscar Moore with Leroy Vinegar" (zamiast Vinnegar); pod logo firmy OmegaTape z numerem ST-7012 informacja: F.S. #1004 CD.

## Muzycy
- Oscar Moore – gitara solowa, gitara rytmiczna
- Leroy Vinnegar – kontrabas

## Lista utworów
| 1. | "I Can't Get Started With You" (Vernon Duke)           | 2:56  |
|    |                                                        |       |
| 2. | "There's A Small Hotel" (Richard Rodgers, Lorenz Hart) | 2:44  |
|    |                                                        |       |
| 3. | "Angel Eyes" (Matt Dennis)                             | 2:31  |
|    |                                                        |       |
| 4. | "To A Wild Rose" (Edward MacDowell)                    | 3:49  |
|    |                                                        |       |
| 5. | "It's A Pity To Say Goodnight" (Billy Reid)            | 4:45  |
|    |                                                        |       |
| 6. | "Tangerine" (Victor Schertzinger, Johnny Mercer)       | 3:08  |
|    |                                                        |       |
| 7. | "Sweet Loraine" (Cliff Burwell, Mitchell Parish)       | 2:43  |
|    |                                                        |       |
| 8. | "If You Were Mine" (Matty Malneck, Johnny Mercer)      | 3:16  |
|    |                                                        |       |
| 9. | "Taborra" (Oscar Moore)                                | 1:31  |
|    |                                                        |       |
|    |                                                        | 27:23 |
|    |                                                        |       |

## Informacje uzupełniające
- Produkcja – Dave Hubert (Omegatape)
- Zdjęcie (okładka) – J. Tracy